# Jedle Fraserova
Jedle Fraserova (Abies fraseri) je menší až středně velký jehličnatý strom, z čeledi borovicovitých, domovem ve východní části USA.

## Synonyma
- Abies americana
- Abies balsamea poddruh fraseri
- Abies balsamea varieta fraseri
- Abies humilis
- Picea balsamea varieta fraseri
- Picea fraseri
- Pinus balsamea varieta fraseri
- Pinus fraseri.

## Popis
Stálezelený, jehličnatý strom, dorůstající do výšky 25 m a dožívající se průměrného věku pouze kolem 150 let. Kmen dosahuje průměru 0,75 m. Větve vyrůstají z kmenu v pravých úhlech. Koruna je úzká, souměrná, jehlanovitá až věžovitá, u mladých stromů hustá, u starších více otevřená. Borka je u mladých stromů hladká, tenká, šedá a s pryskyřičnými puchýři, u starších rozpraskaná a s přiléhavými načervenalými šupinami, které časem šednou. Letorosty jsou protilehlé, bledě žlutohnědé, s načervenalými chlupy. Pupeny jsou kuželovité, malé, pryskyřičnaté, nekryté, světle hnědé, na vrcholu ostré a s krátkými, širokými, pryskyřičnatými, celokrajnými a na vrcholech ostrými základnovými pupenovými šupinami ve tvaru rovnostranného trojúhelníka.
Jehlice jsou ohebné, v průřezu ploché, seshora tmavozelené a občasně též stříbrnošedomodrozelené a s 0-3 řadami průduchů kolem středové části jehlice, vespod s 8-12  řadami průduchů na obou stranách středové žíly, dvouřadě (zejména ve spodní části koruny) až spirálovitě uspořádané, 1,2-2,5 cm dlouhé a 1,5–2 mm široké, na špičce mírně vroubkované až zaoblené; s velkými, přibližně středovými, pryskyřičnými kanálky; jehlice silně voní, podobně jako terpentýn.
Samčí šištice jsou válcovité, na spodní straně výhonů, při opylování červenožluté či žlutozelené, 8–10 mm dlouhé. Samičí šištice - šišky jsou válcovité, na špičce oblé, přirostlé, často pryskyřičnaté, zprvu tmavě fialové a překryté žlutozelenými podpůrnými šupinami, později dozráváním světle hnědé; 3,5–6 cm dlouhé a 2,5–4 cm široké; semenné šupiny jsou 0,7–1 cm dlouhé a 1-1,3 cm široké; podpůrné šupiny jsou vyčnívající a zpětně zahnuté přes semenné šupiny, 0,8-1,2 cm dlouhé a 0,6-0,7 cm široké. Semena jsou hnědá, 4–5 mm dlouhá a 2–3 mm široká. Křídla semen jsou purpurová a 4–5 mm dlouhá. Děložních lístků je kolem 5 .

## Příbuznost
Jedle Fraserova je blízce příbuzná jedli balzámové. Obě tyto jedle se v přírodě kříží na společném území výskytu ve Virginii, a vzniklý kříženec je považován některými botaniky za Abies × phanerolepis , který se liší: malými samičími šišticemi (šiškami), které jsou 2-2,5 cm dlouhé a 1,5–2 cm široké, s vyčnívajícími podpůrnými šupinami, které jsou mnohem menší než u jedle Fraserovy; jinými botaniky je Abies × phanerolepis považována za varietu jedle balzámové: Abies balsamea varieta phanerolepis .

## Výskyt
Endemit východní části USA – Appalačské pohoří ve státech Severní Karolína, Tennessee a Virginie.

## Ekologie
Jedle Fraserova roste v Appalačském pohoří v nadmořských výškách 1200–2038 m na nejvyšších svazích a vrcholech těchto hor, v podzolových a mírně kyselých vlhčích a propustných půdách, ve vlhkém klimatu s průměrnými ročními srážkovými úhrny mezi 850–2000 mm, s chladnými léty a zimami a velkým množstvím sněhu. Jedle Fraserova zde tvoří roztroušené jednodruhové populace či roste dohromady s dalšími stromy: břízou papírovitou, břízou žlutou, jasanem Fraxinus caroliniana, javorem cukrovým, jeřábem Sorbus americana, jírovcem žlutým (Aesculus octandra), smrkem červeným (Picea rubens), tsugou karolinskou (Tsuga caroliniana), keři: ostružiníkem kanadským (Rubus canadensis), pěnišníkem americkým (Rhododendron catawbiense) a dalšími a též mechem rokytníkem skvělým a dalšími. Jedle Fraserova je mrazuvzdorná do –34.3 °C a roste nejlépe na přímém slunci a nesnáší městské znečištění.

## Nepřátelé a nemoci
Korovnice jedlová, lesní požáry (jedle Fraserova má tenkou borku a proto nízkou odolnost vůči ohni), vítr (strom mělce koření, čímž je náchylný na vývraty působením větru) a znečištění ovzduší.

## Využití člověkem
Vzhledem k vzácnosti stromu není komerčně využíván pro těžbu dřeva. Nejčastěji je v USA pěstován pro produkci vánočních stromků pro svůj, pro tento účel vhodný, tvar koruny, a vonné, ve vnitřních prostorech dlouho vydržící a tmavozelené, jehličí. Jedle Fraserova je taktéž používána do zahrad jako okrasný strom a je známo několik pojmenovaných kultivarů.

## Ohrožení
Jedle Fraserova je organizací IUCN považována za ohroženou a stav její roztříštěné populace je klesající. Největší ohrožení pro jedli Fraserovu představuje korovnice jedlová (Dreyfusia piceae, synonymum Adelges piceae) , která dokáže strom zničit, neboť se jedná o hmyz nepůvodní v USA, čímž na něj nejsou jedle Fraserova a další druhy přirozeně přizpůsobeny a tudíž imunní. Korovnice jedlová zahubila několik milionů jedinců jedle Fraserovy a pouze jedna velká populace této jedle okolo hory Mount Rogers ve Virginii nebyla příliš zasažena. Nejsou známy žádné plně účinné možnosti ochrany jedle Fraserovy v celém areálu jejího výskytu  a probíhá výzkum nových metod ochrany populace stromu, nicméně na některých stanovištích, zničených útoky korovnice jedlové, lze pozorovat velké množství nových semenáčů, z nichž někteří jsou tímto patogenem zasaženy pouze částečně . Pro záchranu populace v celém jejím rozsahu je třeba, aby si noví jedinci jedle Fraserovy (a dalších stromů) sami vybudovali proti korovnici přirozenou odolnost.

## Galerie

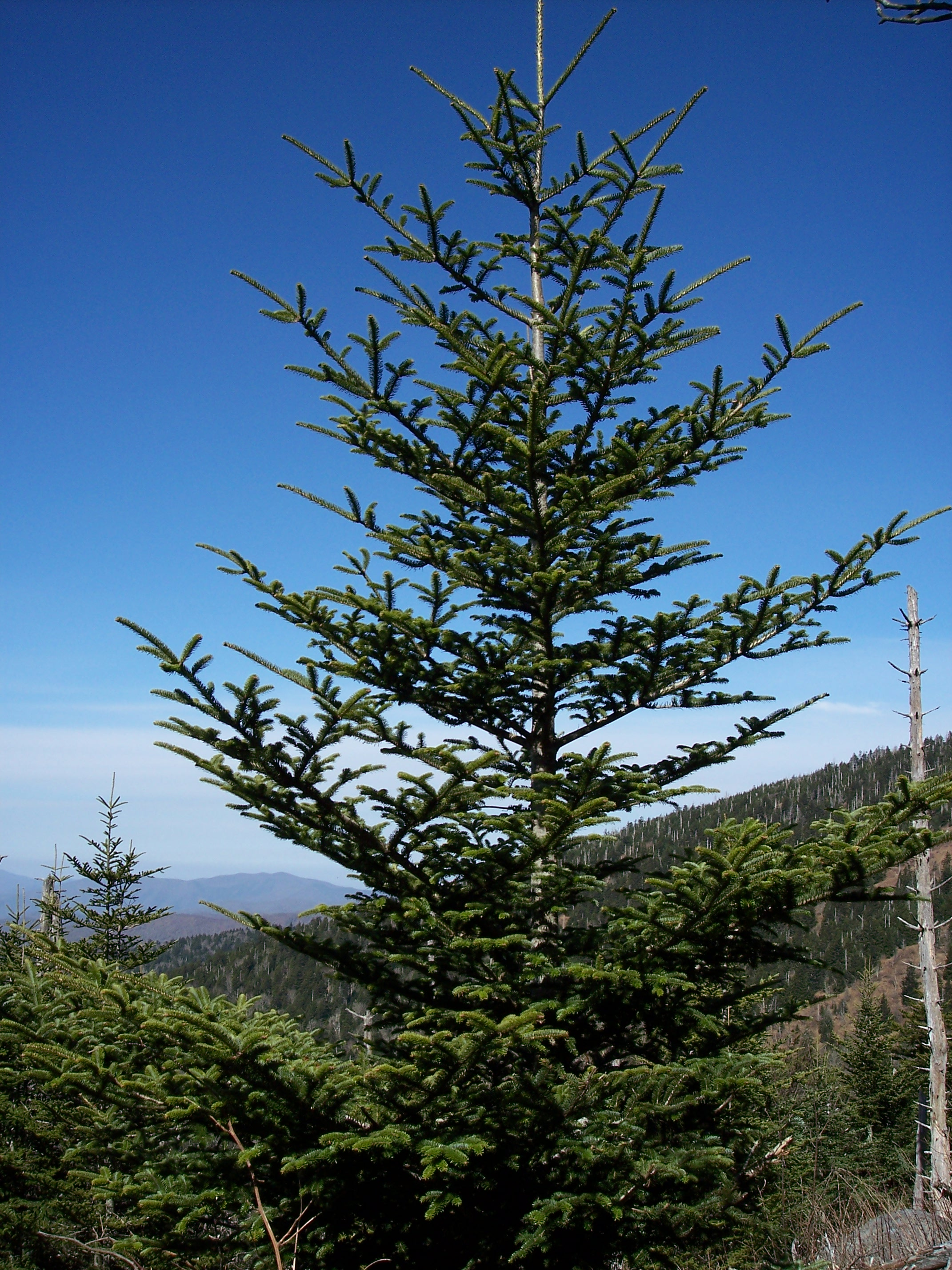
Jedle Fraserova, strom.
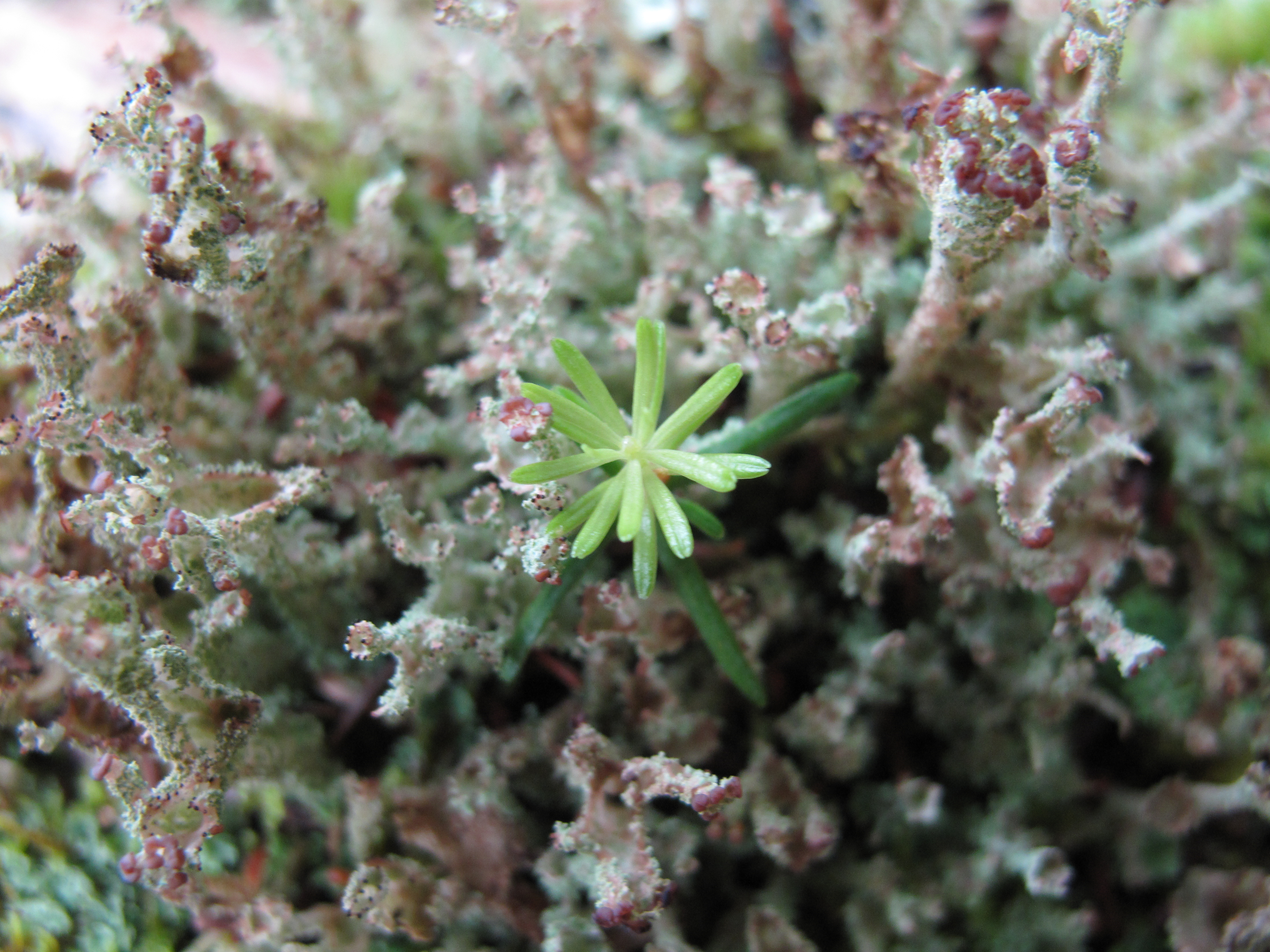
Jedle Fraserova, semenáč.
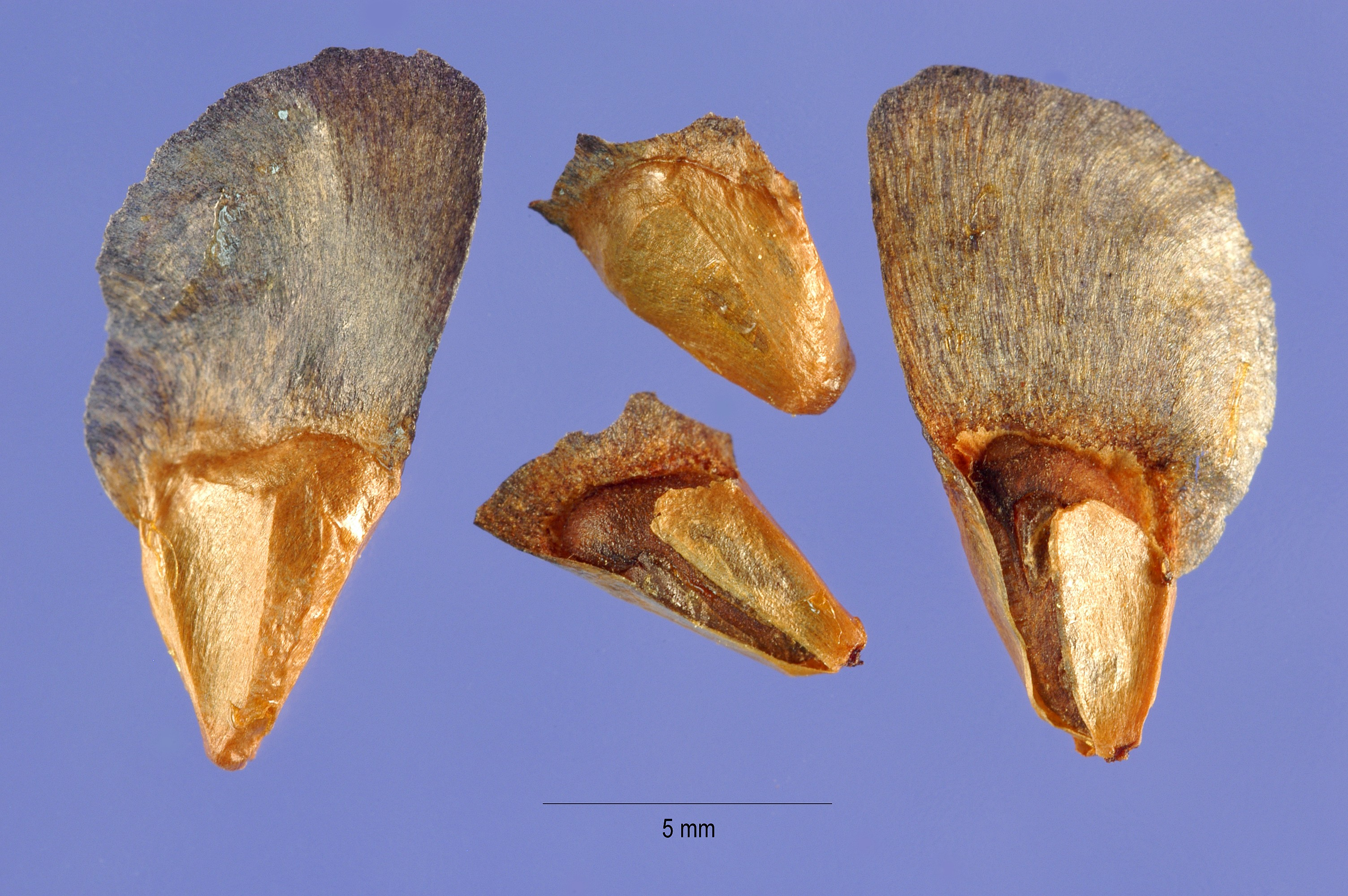
Jedle Fraserova, semena s křídly. Fotil Steve Hurst.